# 西川端町 (愛西市)
西川端町（にしかわばたちょう）は、愛知県愛西市の地名。字が34設定されている。

## 地理
愛西市北東部に位置し、領内川左岸にあたる。集落は領内川左岸の自然堤防上に発達した。それ以外は農業地帯であるが、近年宅地化が進んでいる。

### 字一覧
（五十音順・読みはgoo地図）
- 阿原（あわら）
- 一本松（いっぽんまつ）
- 杁ノ戸（いりのと）
- 江端（えばた）
- 江東（えひがし）
- 大込（おおごみ）
- 大込東（おおごみひがし）
- 大込屋敷（おおごみやしき）
- 長田（おさだ）
- 長田池（おさだいけ）
- 下り戸（おりと）
- 兼ケ角（かねがすみ）
- 兼久（かねひさ）
- 上兼（かみがね）
- 川原（かわら）
- 川原前（かわらまえ）
- 北江（きたえ）
- 北須原（きたすわら）
- 北山（きたやま）
- 草張（くさばり）
- 久保目（くぼめ）
- 小城（こじろ）
- 下兼（しもがね）
- 新領内（しんりょうない）
- 住田前（すみだまえ）
- 須原（すわら）
- 須原前（すわらまえ）
- 中東山（ちゅうとうざん）
- 寺東（てらひがし）
- 中須原（なかすわら）
- 流川（ながれかわ）
- 七畝割（ななせわり）
- 広口（ひろくち）
- 南須原（みなみすわら）

### 河川
- 領内川
- 鷹場川

## 歴史
大込・江東・川原前で弥生時代～奈良時代の遺物が出土している。元和年間に川西新田として開発され（当初は草野新田・堤外新田・後新田などとも）、のちに西川端新田と改称されたという。明治期には渕高新田村と合併し川淵村となり、村役場が置かれた。

### 沿革
- 1622年（元和8年） - 三右衛門・平蔵・吉兵衛が川西新田として開鑿。
- 江戸時代 - 尾張国海東郡の尾張藩領の村の西川端新田村として成立。津島五ケ所新田の1つで津島西川端新田とも称した。
- 1873年 - 振徳学校が置かれる。
- 1876年 - 振徳学校が西川端学校と改称。
- 1889年 - 川淵村の大字西川端新田となる。
- 1892年 - 西川端学校が川淵尋常小学校と改称。
- 1906年 - 佐織村の大字西川端新田となる。
- 1907年 - 川淵尋常小学校が西川端尋常小学校と改称。
- 1939年 - 佐織町の大字西川端新田となる。
- 2005年4月1日 - 愛西市成立に伴って、西川端町に改称。

## 世帯数と人口
2019年（令和元年）5月1日現在の世帯数と人口は以下の通りである。
| 町丁     | 世帯数  | 人口    |
| -------- | ------- | ------- |
| 西川端町 | 545世帯 | 1,442人 |

### 人口の変遷
国勢調査による人口の推移
| 2005年（平成17年） | 1,694人 | [ 6 ] |  |
| 2010年（平成22年） | 1,654人 | [ 7 ] |  |
| 2015年（平成27年） | 1,541人 | [ 8 ] |  |

## 小・中学校の学区
市立小・中学校に通う場合、学区は以下の通りとなる。
| 番・番地等 | 小学校               | 中学校               |
| ---------- | -------------------- | -------------------- |
| 全域       | 愛西市立西川端小学校 | 愛西市立佐織西中学校 |

## 交通

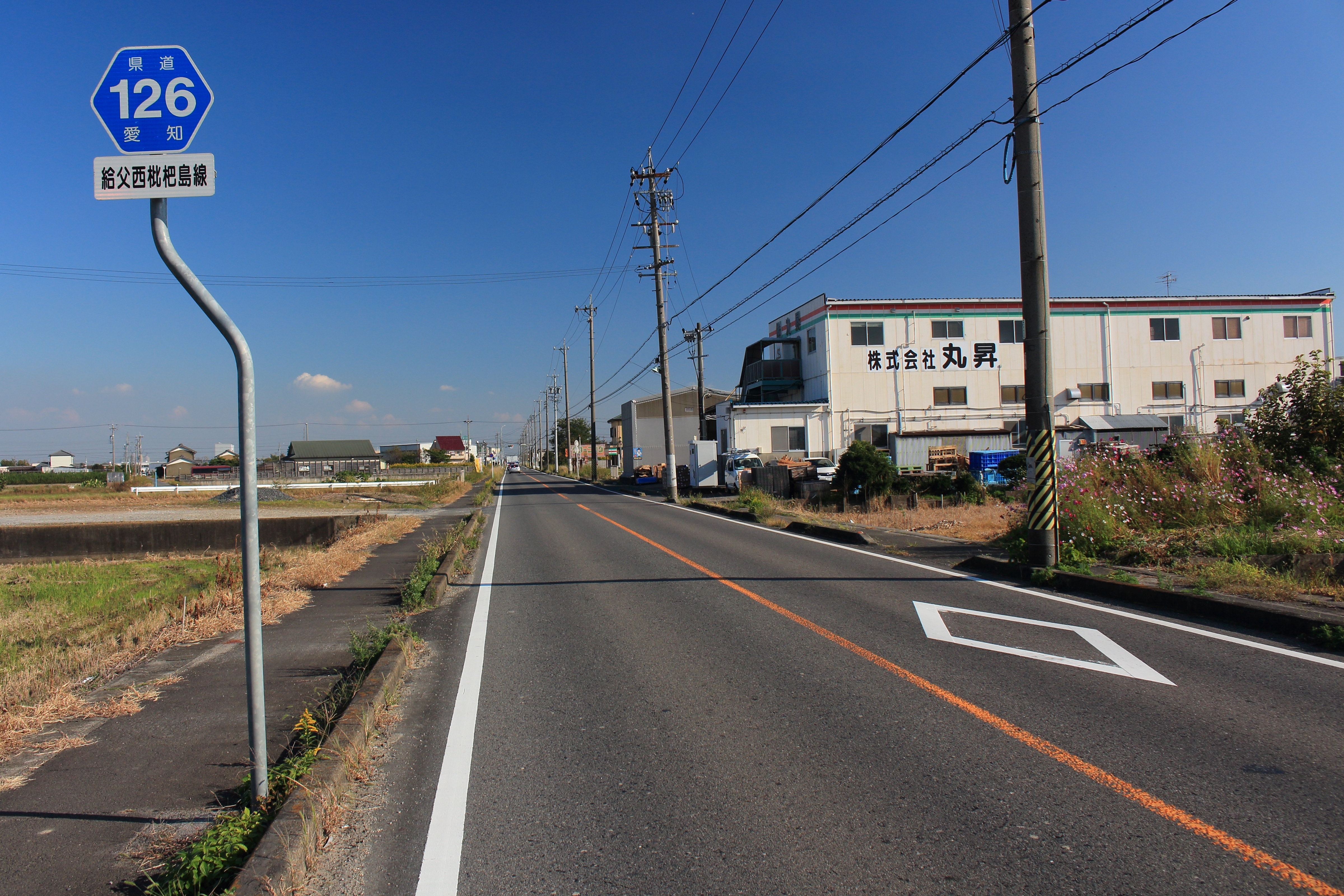
地内を東西に横断する愛知県道126号給父西枇杷島線、右奥は隣接する草平町 (愛西市)

### バス
かつては名鉄バス津島給父線が南北に走っていたが、現在は廃止されている。
- 愛西市巡回バス（2020年4月1日現在）[10]

|    | 停留所名                 | ルート |
| -- | ------------------------ | ------ |
| 95 | 久保目（マートアサクサ） | 佐織北 |
| 96 | JA西川端支店             | 佐織北 |
| 97 | 佐織寿敬園               | 佐織北 |
| 98 | 西一（北江）             | 佐織北 |

### 道路
- 愛知県道126号給父西枇杷島線
- 愛知県道129号一宮津島線

## 施設
- 愛西市立西川端小学校
- 愛知県立佐織特別支援学校
- 西川端保育園
- 真宗大谷派西源寺
- 兼中寺
- あいち海部農業協同組合西川端支店
- 西川端郵便局
- 西川端駐在所

## その他

### 日本郵便
- 郵便番号 : 496-8019[3]（集配局：津島郵便局[11]）。